# Phạm Duy Nghĩa
Phạm Duy Nghĩa (sinh năm 1973) là nhà văn người Việt Nam. Ông là tiến sĩ văn học và hiện là Phó Tổng biên tập của Tạp chí Văn nghệ Quân đội. Phạm Duy Nghĩa được biết đến là một cây bút truyện ngắn có thành tựu và là một trong những gương mặt tiêu biểu của văn học Việt Nam đương đại viết về miền núi. Ngoài văn xuôi là lĩnh vực chính, ông còn làm thơ và viết nghiên cứu phê bình văn học.
Phạm Duy Nghĩa là hội viên của Hội Nhà văn Hà Nội, Hội Nhà văn Việt Nam, Hội Văn học Nghệ thuật các dân tộc thiểu số Việt Nam và Hội Nhà báo Việt Nam.

## Tiểu sử
Phạm Duy Nghĩa sinh ngày 11 tháng 1 năm 1973 tại huyện Yên Bình, tỉnh Yên Bái. Nguyên quán của ông thuộc huyện Thanh Oai, thành phố Hà Nội. Ông sinh ra trong một gia đình có bố mẹ và hầu hết các chị em gái đều là giáo viên.
Tốt nghiệp khoa Ngữ văn trường Đại học Sư phạm Hà Nội 2, ông lên tỉnh Lào Cai công tác. Từ 1996 đến 2007, ông là giảng viên ngữ văn của trường Cao đẳng Sư phạm tỉnh Lào Cai. Ông bảo vệ luận văn thạc sĩ năm 2002 tại trường Đại học Sư phạm Hà Nội và bảo vệ luận án tiến sĩ năm 2010 tại Viện Văn học.
Năm 2008, ông chuyển về Hà Nội, làm biên tập viên tại Tạp chí Văn nghệ quân đội. Từ 2010 ông làm Trưởng ban Lí luận phê bình và từ 2019 làm Phó Tổng biên tập phụ trách chuyên môn của Tạp chí Văn nghệ quân đội. Ngoài công việc làm báo, ông còn tham gia giảng dạy tại một số trường đại học (chủ yếu là khoa Viết văn - Báo chí của trường Đại học Văn hóa Hà Nội) và tham gia viết sách cho học sinh bậc tiểu học.
Phạm Duy Nghĩa được văn đàn biết tới từ giải Nhất cuộc thi truyện ngắn báo Văn nghệ của Hội Nhà văn Việt Nam năm 2003-2004 với truyện ngắn Cơn mưa hoa mận trắng. Năm 2022, tập truyện ngắn Người bay trong gió xanh của ông được xuất bản và được coi là một trong những cuốn sách nổi bật nhất của năm. Ông là tác giả duy nhất được trao Giải thưởng Hội Nhà văn Hà Nội năm 2022 với tập truyện ngắn này.

## Tác phẩm

### Văn xuôi
- Tiếng gọi lưng chừng dốc (tập truyện ngắn - Nxb Văn học, 2002)
- Cơn mưa hoa mận trắng (tập truyện ngắn - Nxb Thanh niên, 2006)
- Đường về xa lắm (tập truyện ngắn - Nxb Công an nhân dân, 2007)
- 12 truyện ngắn Phạm Duy Nghĩa (tập truyện ngắn - Nxb Lao động, 2010)
- Truyện ngắn Phạm Duy Nghĩa (tập truyện ngắn - Nxb Văn học, 2010)
- Vệt sáng trên ban công (tập truyện ngắn - Nxb Quân đội nhân dân, 2010)
- Cô gái xuống ga Vĩnh Yên (tập truyện ngắn - Nxb Thời đại, 2013)
- Người bay trong gió xanh (tập truyện ngắn - Nxb Hội Nhà văn, 2022)
- Trên đảo (tập truyện ngắn - Nxb Văn học, 2024)

### Nghiên cứu
- Nhà văn Nguyễn Minh Châu và cảm hứng nhân văn (chuyên luận - Nxb Hội Nhà văn, 2006)
- Văn xuôi Việt Nam hiện đại về dân tộc và miền núi (chuyên luận - Nxb Văn hóa dân tộc, 2012; tái bản 2020)

### Thơ
- Cho vĩnh cửu mùa thu (tập thơ - Nxb Văn học, 2021)

## Giải thưởng
- Giải Nhất cuộc thi truyện ngắn báo Văn nghệ (Hội Nhà văn Việt Nam) 2003-2004
- Giải thưởng Hội Văn học Nghệ thuật các dân tộc thiểu số Việt Nam 2006
- Giải thưởng Hội Văn học Nghệ thuật các dân tộc thiểu số Việt Nam 2012
- Tặng thưởng Hội đồng Lí luận phê bình văn học nghệ thuật Trung ương 2010-2012
- Tặng thưởng Hội đồng Lí luận phê bình văn học nghệ thuật Trung ương 2015
- Giải thưởng Hội Nhà văn Hà Nội 2022

## Nhận xét
- Nhà văn Ma Văn Kháng: "Nhà văn Phạm Duy Nghĩa là một tài năng văn xuôi thật sự", "một ngòi bút sáng tác có thành tựu đặc sắc"[2]
- Nhà văn Hồ Anh Thái: "Truyện ngắn của Phạm Duy Nghĩa thường gợi nhớ vẻ đẹp trong văn học Đông Âu, nhưng bao trùm lên tất cả vẫn là phong vị miền núi phía Bắc"[9]
- Nhà văn Sương Nguyệt Minh: "Đọc Phạm Duy Nghĩa tôi dễ liên tưởng đến cái lung linh, óng ánh, dịu dàng của Paustovsky, cái man mác, trong trẻo của Aitmatov, nhưng cũng cảm thấy cái nồng nàn, lọc lõi tinh đời của Ma Văn Kháng"[10]
- PGS.TS. Nguyễn Đăng Điệp: "Phạm Duy Nghĩa im lặng viết về miền núi phía Bắc, Nguyễn Ngọc Tư lặng lẽ với những cánh đồng bất tận ở phương Nam, họ hiếm khi tuyên bố, trình diễn trên báo chí, nhưng khi xuất hiện, lập tức họ được thừa nhận là nhà văn. Mà là những nhà văn thực tài"[11]
- Nhà văn Trương Anh Quốc: "Nhà văn Phạm Duy Nghĩa giành giải Nhất cuộc thi truyện ngắn tuần báo Văn nghệ năm 2003-2004 với Cơn mưa hoa mận trắng, báo hiệu một tài năng văn chương và nổi đình đám từ dạo đó. Không ít nhà văn tên tuổi từng viết nhiều về vùng cao Tây Bắc như Tô Hoài, Ma Văn Kháng... nhưng Tây Bắc của Phạm Duy Nghĩa vẫn mới lạ, cuốn hút và hừng hực sức sống"[12]
- PGS.TS. Phùng Gia Thế: Từ sau Cơn mưa hoa mận trắng, đặc biệt là với Người bay trong gió xanh, "Phạm Duy Nghĩa tiếp tục khẳng định vị trí hàng đầu của mình trong bản đồ truyện ngắn Việt Nam đương đại"[13]
- Nhà phê bình Bùi Việt Thắng: "Phạm Duy Nghĩa là cây bút truyện ngắn có "thương hiệu" trên văn đàn hiện nay"[14]
- Nhà văn, PGS.TS. Văn Giá: "Không tự bằng lòng với vị thế truyện ngắn đã được xác lập, nhà văn Phạm Duy Nghĩa đang làm mới chính mình. Tôi gọi đó là chuyển động Phạm Duy Nghĩa"[15]